# Stošíkovice na Louce
Stošíkovice na Louce é uma comuna checa localizada na região de Morávia do Sul, distrito de Znojmo.